# ペ・ドンスク
ペ・ドンスク（Pae Dong Suk）は、北朝鮮の柔道選手。階級は48kg級。

## 人物
1996年のアジア選手権48kg級で優勝を飾った。1997年の世界選手権では準決勝で日本の田村亮子に合技で敗れたものの銅メダルを獲得した。しかし大会後のドーピング検査で、尿から筋肉増強剤などの使用を隠す作用を有する禁止薬物のフロセミドが検出された。これに対して北朝鮮の柔道協会は、ペ・ドンスクが腎臓に問題を抱えていたためにその処方薬として飲んでいた薬の影響が出たのではないかと弁明した。しかし、事前に服用した薬をIJFに知らせていなかった。その後IJFは、同大会前の検査で筋肉増強剤のナンドロロンが検出された78kg級で2位のフランスのジャメル・ブーラともども、大会記録の抹消と2年間の出場停止処分を科すことに決めた。

## 主な戦績
- 1996年 - アジア選手権　優勝
- 1997年 - 世界選手権　3位(後に失格)